# شينا مور
شينا مور (بالإنجليزية: Sheena Moore)‏ مواليد 23 أكتوبر 1984 في لانسنغ، ميشيغان، هي لاعبة كرة سلة أمريكية. بدأت مسيرتها الاحترافية في سنة 2006. لعبت مع نادي بوتاش الرياضي ونادي بارتيزان لكرة السلة للسيدات.

## روابط خارجية
- شينا مور على موقع كرة السلة الأوروبية.كوم (الإنجليزية)
- شينا مور على موقع كلية كرة السلة في سبورتس رفرنس.كوم (الإنجليزية)
- شينا مور على موقع بروبوليرز (الإنجليزية)